# Resolutie 2425 Veiligheidsraad Verenigde Naties
Resolutie 2425 van de Veiligheidsraad van de Verenigde Naties werd unaniem aangenomen op 29 juni 2018. De resolutie verlengde de UNAMID-vredesmacht in Darfur met twee weken.

## Achtergrond
Al in de jaren 1950 was het zwarte zuiden van Soedan in opstand gekomen tegen het overheersende Arabische noorden. De vondst van aardolie in het zuiden maakte het conflict er enkel maar moeilijker op. In 2002 kwam er een staakt-het-vuren en werden afspraken gemaakt over de verdeling van de olie-inkomsten. Verschillende rebellengroepen waren hiermee niet tevreden, en in 2003 ontstond het conflict in Darfur tussen deze rebellen en de door de regering gesteunde janjaweed-milities. Die laatsten gingen over tot etnische zuiveringen. In de jaren daarna werden in Darfur grove mensenrechtenschendingen gepleegd waardoor miljoenen mensen op de vlucht sloegen.
Zoals vastgelegd in resolutie 2363 zou de inkrimping van de vredesmacht tot 8735 militairen en 2500 agenten tegen 30 juni voltooid zijn. Intussen werd gewerkt aan een nieuwe strategie. De situatie in Darfur was verbeterd, maar sommige landen, waaronder Rusland en Ethiopië, waren optimistischer dan andere. Om tijd te maken voor verdere discussie over de samenstelling en het mandaat werd de herziening van de vredesmacht twee weken uitgesteld. Daarom werd het bestaande mandaat kortstondig verlengd. Op 13 juli werd middels resolutie 2429 het herziene mandaat goedgekeurd.

## Inhoud
UNAMID's mandaat werd verlengd tot 13 juli 2018. De missie kreeg ook opnieuw toestemming alle nodige middelen aan te wenden om zichzelf en de bevolking te beschermen, het mandaat uit te voeren en noodhulpverlening te verzekeren.
Lijst ·  2398 ·  2399 ·  2400 ·  2401 ·  2402 ·  2403 ·  2404 ·  2405 ·  2406 ·  2407 ·  2408 ·  2409 ·  2410 ·  2411 ·  2412 ·  2413 ·  2414 ·  2415 ·  2416 ·  2417 ·  2418 ·  2419 ·  2420 ·  2421 ·  2422 ·  2423 ·  2424 ·  2425 ·  2426 ·  2427 ·  2428 ·  2429 ·  2430 ·  2431 ·  2432 ·  2433 ·  2434 ·  2435 ·  2436 ·  2437 ·  2438 ·  2439 ·  2440 ·  2441 ·  2442 ·  2443 ·  2444 ·  2445 ·  2446 ·  2447 ·  2448 ·  2449 ·  2450 ·  2451